# Giro cultural
El giro cultural en los estudios de traducción o traductología es una corriente en el área que comenzó en los años 70 y siguió hasta la década de los 80 y 90. Este enfoque explora los sistemas culturales que influyen en la traducción y postula que la cultura de llegada siempre controla la labor traductora. Además, en lugar de centrarse en el tipo de equivalencia y en cómo conseguirla, el giro cultural subraya que factores como las estructuras de creencias, los sistemas de valores, las convenciones lingüísticas y literarias, las normas morales y conveniencias políticas de la cultura de llegada moldean tanto la traducción como la propia noción de “equivalencia” que guía al traductor.

## Origen y desarrollo

### Décadas de surgimiento
Durante la década de los 60, previo al giro cultural, los estudios de traducción estuvieron dominados por un enfoque de corte lingüístico que buscaba establecer equivalencias sistemáticas entre la lengua de origen y la lengua de llegada. Uno de los principales exponentes de esta corriente fue el lingüista estadounidense Eugene Nida reconocía la importancia de factores como el propósito comunicativo, el papel del traductor y las características socioculturales del público al que llega.
De igual manera, el fonetista escocés J.C.Catford introdujo el concepto de desplazamientos en la traducción, para describir los cambios estructurales que ocurren durante el proceso traductor. Identificó dos tipos principales: los desplazamientos de nivel, que implican cambios entre niveles lingüísticos, y los desplazamientos de categoría, que incluyen traducciones restringidas por rango y traducciones no restringidas, según el grado de conservación estructural entre los textos.
Desde una perspectiva pragmática, el teórico checoslovaco Jiří Levý conceptualizó la traducción como un proceso de toma de decisiones, en el que el traductor elige entre diferentes opciones para maximizar la eficacia comunicativa con el mínimo esfuerzo. Esta visión anticipa un enfoque más dinámico e interpretativo del trabajo traductor.
En la década de los 70, los estudios de traducción no ocupaban un gran espacio en la lingüística aplicada, tampoco en los estudios literarios y mucho menos en los estudios culturales que seguían en desarrollo. La traducción no se tomaba en serio, sin embargo, un paso fundamental hacia la consolidación académica del campo fue dado por el traductólogo neerlandés James S. Holmes, quien propuso una sistematización teórica del área, distinguiendo entre estudios teóricos, descriptivos y aplicados. 
En la década de los 80, los estudios de traducción habían pasado de una noción antropológica de la cultura a una noción de culturas, en general; pasaron de estar en interminables debates sobre equivalencia a por fin encontrarse en una discusión sobre los factores que rodean la producción de un texto a través de las barreras lingüísticas.
En esta época destacan importantes aportes y autores como la  teoría del escopo (Hans J. Vermeer), que aboga por traducciones basadas en el contexto sociocultural; William Frawley, quien discutió la importancia de tomar en cuenta la multiplicidad de significados y contextos culturales en el proceso traductor; Philip E. Lewis y Antoine Berman, quienes separadamente argumentaron sobre la importancia de mantener el carácter extranjero de los textos origen en las traducciones para así desafiar las expectativas de la lengua de llegada; y André Lefevere, quien afirmó que las traducciones influyen en los sistemas literarios y son formas de intervención ideológica.
En la década de los 90, académicos de la interpretación desarrollaron su propia comunidad científica, sus objetos de investigación y sus trabajos de referencia básicos. Desde la perspectiva actual se puede decir que hubo dos giros básicos en la disciplina: el giro empírico y el giro de globalización. 

##### Giro empírico
Después de una larga historia de filosofar y teorizar, se había atrasado el llamado de más estudios de caso y de investigaciones empíricas en el área de los estudios de traducción. Durante la década de los 90, estas intenciones se llevarían a cabo en forma de encuestas empíricas las cuales ayudaron a cambiar el perfil de la disciplina.

##### Giro de la globalización
La globalización ha transformado profundamente la práctica y teoría de la traducción, por lo que se vuelve imposible que esta disciplina se entienda únicamente en términos nacionales o lingüísticos, sino que se tendría que entrelazar con dinámicas transnacionales y transculturales.

### Influencias intelectuales
Una de las influencias del giro cultural fueron los estudios culturales,  ya que los estudios de traducción tenían puntos en común con dichos estudios, uno de ellos es que ambos son interdisciplinarios, gracias a sus similitudes, el encuentro entre estos campos fue muy productivo. Los estudios culturales comenzaron a extenderse rápidamente en varias partes del mundo, sobre todo en Estados Unidos, Canadá y Australia. Ambas disciplinas cuestionaban la distinción de la crítica tradicional entre la “alta” y “baja” cultura; también alentaron a que hubiera una ampliación  del estudio de la literatura para que incluyera las funciones de un texto en un contexto determinado; de igual forma, ambas desafiaron el concepto de canon literario.
La teoría del polisistema también influyó en el giro cultural, esta teoría quería alejarse de las nociones del canon literario dominante y poner énfasis en el contexto meta de un texto. La etapa del polisistema podría describirse como una fase estructuralista, ya que los sistemas y las estructuras fueron dominantes en el área por un tiempo.

### Primeras publicaciones clave
Las publicaciones más importantes que comenzaron a marcar un cambio de paradigma dentro de los estudios de traducción son las siguientes:
- The Manipulation of Literature: Studies in Literary Translation de Theo Hermans en 1985
- Translation Studies: An Integrated Approach de Mary Snell-Hornby en 1988
- Translation, History and Culture de Susan Bassnet y André Lefevere en 1990
- Translation, Rewriting, and the Manipulation of Literary Fame de André Lefevere en 1992

## Principales representantes
El giro cultural de los estudios de traducción fue impulsado por diversos investigadores que desafiaron los enfoques tradicionales que se centraban únicamente en la equivalencia lingüística y la fidelidad textual. A partir de la década de los 90, estos autores comenzaron a analizar la traducción como una práctica cultural influida por factores ideológicos, políticos e históricos. Entre los principales representantes del giro cultural se encuentran Susan Bassnett, André Lefevere, Lawrence Venuti y Douglas Robinson.

### Susan Bassnett
Susan Bassnett es una académica británica reconocida por sus estudios comparativos de literatura y traducción. En su obra de 1990 Translation Studies (Estudios de traducción), propuso un enfoque interdisciplinario que integraba los estudios literarios con los estudios de traducción.
Su contribución más influyente se consolidó con el libro que coeditó junto con André Lefevere: Translation, History and Culture (Traducción, historia y cultura) de 1990. En esta obra, Bassnett cuestionó el enfoque hacia la equivalencia lingüística que regía como el único criterio para realizar la práctica traductora y resaltó la importancia de enfocar a la traducción dentro de contextos históricos y culturales. Para ella, el traductor no es solo un intermediario, sino un agente cultural.

### André Lefevere
André Lefevere fue un teórico belga cuya obra ha sido de gran importancia dentro del giro cultural en los estudios de traducción. En su libro, Translation, Rewriting, and the Manipulation of Literary Fame (Traducción, reescritura y la manipulación del canon literario), propuso entender a la traducción como una forma de reescritura, en la cual el traductor realiza su labor bajo la influencia de ideologías y poéticas dominantes.
Lefevere sostuvo que todo acto de traducción refleja una toma decisiones que se basan en intereses de poder, canonización y control cultural. Su modelo da énfasis en las ideologías que intervienen en el proceso traductor, desde la selección de los textos, hasta su publicación y recepción.

### Lawrence Venuti
Lawrence Venuti es un teórico de la traducción estadounidense. Es conocido por sus conceptos de domesticación y extranjerización, que presentó en su obra de 1955 The Translator´s Invisibility: A History of Translation (La invisibilidad del traductor: una historia de la traducción). Venuti propone desapegarse de la tendencia a culturas dominantes, como la anglosajona, en donde se producen textos que eliminan la figura del traductor.
Venuti se inclina a darle una mayor visibilidad a esta figura, la cual se entiende como una estrategia ética y política que permite alejarse de las dinámicas de poder que rigen el campo editorial, Para él, el acto de traducir es una intervención cultural que puede desafiar o reproducir hegemonías.

### Douglas Robinson
Douglas Robinson es un académico de los estudios de traducción nacido en Estados Unidos. Ha contribuido al giro cultural al presentar una visión interdisciplinaria dentro de la traducción, en la que integra la retórica, la filosofía del lenguaje y la teoría del performance. Al contrario de modelos anteriores que presentaban al traductor como un transmisor neutral de información, Robinson, en su obra de 1991 The Translator's Turn (El giro del traductor), introduce la percepción del traductor como un sujeto activo y emocionalmente involucrado. De igual manera ha explorado el papel de la ideología en la traducción, que expande así el enfoque cultural hacia perspectivas psicológicas y performativas. Su trabajo ha servido para conectar el giro cultural con otros enfoques como el cognitivo, el fenomenológico y el sociológico.

## Características del giro cultural

### Traducción como acto cultural y político
En el marco del giro cultural de los estudios de traducción, la labor del traductor se concibe no sólo como un acto de transferencia lingüística, es decir, el paso de un mensaje en una lengua a otra, sino también como una manifestación de las posturas políticas y el trasfondo cultural del traductor. De esta manera, se entiende que cada una de las decisiones de quien traduce está condicionada por las normas, valores y visión particulares que tenga.
De la misma manera, André Lefevere y Susan Bassnett argumentan que la traducción es una forma de “reescritura”, es decir, el traductor moldea la traducción de acuerdo a factores que tienen que ver con el público de llegada, tales como la intención del discurso, las ideologías dominantes, etc. Así, se puede decir que las traducciones tienen influencia sobre la ideología, la política y las estructuras de poder de las culturas.
Maria Tymoczko y Edwin Gentzler, en su obra Translation and Power (Traducción y poder) describen cómo es que la traducción, al ser llevada a cabo por personas, está ligada necesariamente a dinámicas de poder. Es por eso que las traducciones pueden servir como herramientas para modificar las jerarquías culturales y políticas, puesto que los traductores tienen un rol dual entre culturas que lo permite. De hecho Mona Baker, quien es profesora en estudios de traducción, asegura que toda acción comunicativa, tanto la traducción como la interpretación, participa ideológicamente en los conflictos políticos y culturales, ya sea resistiendo o perpetuando las formas de violencia. 

### Visibilidad del traductor
Para el giro cultural de la traducción también resulta importante visibilizar al traductor. Lawrence Venuti, en su obra The Translator's Invisibility: A History of Translation (La invisibilidad del traductor: una historia de la traducción), habla sobre cómo las culturas dominantes en el mundo han favorecido lo que se conoce en el ámbito de la traducción como domesticación, es decir, la adaptación de las traducciones a las normas y expectativas de la cultura de llegada. Venuti critica lo anterior, pues afirma que intenta generar textos fluidos, en los que la presencia de los traductores quede eliminada e “invisibilizada” para dar la impresión de que el texto fue originalmente escrito en la segunda lengua. De manera que se propaga la hegemonía cultural y se limita la diversidad de estilos e ideas al traducir.
Por otro lado, en la obra Becoming a Translator (Convertirse en traductor) de Douglas Robinson, se menciona que los traductores, en realidad, interpretan y negocian significados entre culturas. Además, dice que cada decisión que toman está condicionada por sus experiencias de vida, lo que enfatiza el aspecto subjetivo de la actividad traductora.
En este sentido y según Ben van Wyke, hay que estar conscientes de la dimensión ética en la traducción, ya que cada una de las decisiones tomadas por quien traduce tienen ciertas implicaciones culturales y morales y, por tanto, conllevan responsabilidad. Para él, esta responsabilidad enfatiza la visibilidad del traductor en un texto.

### Cuestiones de poder, ideología y hegemonía
En el giro cultural de la traducción se ha puesto cierta atención a las cuestiones de las ideologías de poder y la hegemonía, y cómo estas afectan las traducciones. Tymoczko y Gentzler argumentan que la traducción se encuentra dentro de contextos sociales específicos y que cada una de las personas involucradas en el proceso de traducción (por ejemplo, el cliente, el traductor, el público, etc.) tiene sus propios intereses políticos en torno a la traducción. Por tanto, dicha traducción no es vista solamente como una copia fiel del texto inicial, sino como un proceso en el que se pueden incluir, moldear u omitir elementos de acuerdo al propósito y posicionamiento de las personas involucradas, y estos actos están ligados intrínsecamente a factores de dominación cultural.
Otra persona que profundizó en la influencia que tienen las ideologías de poder sobre la traducción fue el académico Richard Jacquemond, quien se preocupó por las culturas hegemónicas y la enormes diferencias de poder con aquellas no hegemónicas (usualmente culturas previamente colonizadas). Él analiza las maneras en las que los traductores sirven voluntaria o involuntariamente a las culturas hegemónicas en ambos casos: cuando traducen textos de las culturas dominantes a las no dominantes y viceversa. En el primer caso, al estar difundiendo o incluso imponiendo las ideologías dominantes a las demás culturas y, en el segundo caso, debido a que se prestan a facilitar las ideas de la cultura dominada para beneficio de la cultura hegemónica, lo que genera en esta última una concepción de inferioridad hacia los otros.

### Importancia del contexto sociocultural
Como se ha hecho notar, el giro cultural le da mucha importancia al contexto sociocultural, al reconocer que la traducción no se trata simplemente de una actividad lingüística, sino también de una actividad afectada por la subjetividad que aportan los valores, experiencias y entornos culturales de las personas involucradas en la traducción.
Por lo anterior, Douglas Robinson destaca la relevancia de que los traductores estén conscientes de las normas y expectativas del público de una traducción y que tengan siempre en cuenta su papel como mediadores entre ambas culturas y, por ende, el contexto sociocultural en el que se produce y se recibe el texto.

### Impacto en los estudios de traducción: Expansión del campo

#### Nuevas metodologías en los estudios de traducción
El giro cultural introdujo una transformación metodológica en los estudios de traducción al desplazar su centro de análisis de la equivalencia lingüística al contexto sociocultural en el que se produce y recibe una traducción. En lugar de centrarse únicamente en la relación entre el texto de origen y el texto de llegada, comenzaron a considerarse aspectos ideológicos, históricos y culturales, los cuales están presentes en el proceso traductológico. Para llegar a esta nueva orientación metodológica, el campo se apoyó en aportes de la crítica discursiva, los estudios culturales  y también el análisis postestructuralista que llevó a que la traducción pudiera ser concebida como una práctica discursiva que está situada dentro de un conjunto social.
El hecho de que la práctica traductora haya integrado disciplinas existentes, promovió que se pudiera estudiar a la traducción como un ámbito en el que convergen muchos tipos de discursos y no solo como un ejercicio textual. Como menciona Snell-Hornby,  la práctica traductora no sólo se trata de analizar los componentes de manera individual, sino que también es necesario que se considere cómo estos componentes interactúan entre sí para formar una unidad coherente.

#### Traducción en los estudios poscoloniales
La incorporación de los estudios postcoloniales a la teoría de la traducción condujeron a repensar y cuestionar el papel que ha desempeñado la traducción en los procesos de representación colonial. La traducción ha actuado como un instrumento para establecer una hegemonía epistemológica, donde se reconfiguran culturas no occidentales por medio de imposiciones coloniales de poder. La autora Tejaswini Niranjana argumenta en su libro Siting translation: history, post-structuralism, and the colonial context (Localización de la traducción: historia, posestructuralismo y contexto colonial) que, por muchos años, la traducción no ha reproducido el mensaje original que se busca transmitir, sino que reproduce el mensaje de discursos eurocentristas y es reconstituido según los esquemas de poder que dichas ideologías ejercen sobre otras.
Por otra parte, este discurso se nutre de otras perspectivas, como la de Jacques Derrida, el cual propone el concepto de  deconstrucción. Este enfoque cuestiona las jerarquías binarias que han estructurado el pensamiento occidental, incluidas las nociones de originalidad y fidelidad que por muchos años han permeado los modelos tradicionales de traducción; además, pone en duda la transparencia de la práctica traductora y remarca que todas las traducciones implican una reapropiación del sentido. Esta perspectiva ha influido en teóricas como Gayatri Chakravorty Spivak, quien plantea que traducir implica una negociación de significados que no se pueden reducir a una operación lingüística, ya que corre el riesgo de volver a inscribir estas ideologías coloniales desde las que históricamente se ha silenciado al sujeto subalterno.

#### Traducción y estudios de género
El giro cultural también permitió desarrollar la teoría de la traducción relacionada a los estudios de género. Lori Chamberlain, en su ensayo de 1988, propuso una crítica donde la traducción ha sido representada como una práctica femenina y, por tanto, subordinada al texto fuente concebido como masculino y autoritario. Esta metáfora sexualizada de la traducción revela una jerarquía epistemológica que reproduce la relación entre original y no original bajo una lógica de género y propiedad que, según Lori Chamberlain, condiciona la percepción de la práctica traductora.
Relacionado con el concepto de subalterno que propone Gayatri Spivak, la figura de la traductora ha sido concebida como un sujeto subalterno dentro del campo literario e intelectual, es decir, un agente cuya voz ha sido históricamente silenciada o mediada por estructuras de dominación simbólica.  Esta noción, trasladada a los estudios de traducción; permite analizar cómo las prácticas traductoras pueden reproducir o cuestionar formas de subordinación que están fundadas y basadas en el género. El trabajo de Spivak problematiza la traducción de textos de mujeres hacia lenguas dominantes, lo que muestra cómo el acceso a estos discursos suele estar condicionado por filtros ideológicos que refuerzan no solo las relaciones coloniales, sino también las relaciones patriarcales.
También varios autores como Luise von Flotow, en su libro Translation and gender: Translating in the “era of feminism” (Traducción y género: traducir en la era del feminismo), han realizado propuestas enfocadas y orientadas a visibilizar el posicionamiento de género que existe dentro de la traducción, utilizando estrategias como la marcación de género para reconfigurar la práctica traductora como una operación interpretativa que es consciente del contexto ideológico que subyace en el texto.

#### Traducción y estudiosqueer
El contacto que se dio entre la teoría de la traducción y los estudios queer ha permitido explorar la función de la traducción en la regulación discursiva de la sexualidad y el género. Desde que se visibilizó esta perspectiva, varios trabajos han analizado cómo los textos queer, al ser traducidos, enfrentan estrategias de domesticación, omisión o adaptación que alteran su contenido y por ende su propósito, especialmente en contextos en los que las disidencias sexuales no forman parte del discurso hegemónico. Uno de estos ejemplos es B. J. Epstein, el cual en Queer in tranlslation (Lo queer en la traducción) argumenta que la traducción de textos LGBT ha estado sujeta a prácticas de censura, omisión o neutralización, que afecta la visibilidad de identidades no normativas en las culturas de llegada. Esta investigación que realizó mostró casos en los que entidades modificaban las referencias queer en las traducciones para ajustarlas a contextos conservadores.
Por otra parte, se propuso la noción de traducción queer que argumenta la necesidad de ver a la traducción no solo como un enfoque interpretativo, sino como una práctica situada que cuestiona las normas lingüísticas, culturales y editoriales que estructuran a la traducción. La traducción queer implica cuestionar las nociones de fidelidad, equivalencia y fluidez para resignificar y otorgar una apertura interpretativa.

## Críticas y limitaciones del giro cultural de la traducción
Aunque el giro cultural de la traducción ha enriquecido los estudios traductológicos al incorporar factores históricos, sociales e ideológicos más allá de lo meramente lingüístico, también ha sido objeto de diversas críticas. Varios académicos del campo han señalado limitaciones tanto en su aplicación práctica como en sus fundamentos teóricos, lo que ha generado un debate constante sobre el alcance y la eficacia de este enfoque.
Lawrence Venuti, en su libro The Translator’s Invisibility (La invisibilidad del traductor) señala que dentro del ámbito anglófono predomina una tendencia a la domesticación de las traducciones, lo que invisibiliza tanto al traductor como a la cultura de origen del texto. Como alternativa, propone la extranjerización como estrategia ética para preservar la visión de la otredad impresa en el texto de llegada. Además, Venuti señala problemas en la manera en que se ha abordado el giro cultural. Para él, uno de los principales inconvenientes es que muchos estudios se limitan a analizar textos y contextos sin ofrecer una propuesta ética clara para la práctica de la traducción. También advierte que algunas de las propuestas del giro cultural reproducen patrones eurocéntricos, incluso cuando se presentan como críticas del poder. Por último, Venuti habla de una teorización excesiva, crítica que muchas teorías se enfocan en el análisis académico y dejan de lado las consideraciones prácticas como las decisiones éticas que los traductores enfrentan.
Baicheng Zhang, en su artículo «Innovative Thinking in Translation Studies: The Paradigm of Bassnett’s and Lefevere's "Cultural Turn"» (Pensamiento innovador en los Estudios de Traducción: El paradigma de Bassnett y Lefevere "El giro cultural"), publicado en la revista Theory and Practice in Language Studies (Teoría y Práctica en los Estudios del Lenguaje), además de dar una visión amplia del giro cultural en los estudios de traducción propuesto por Susan Bassnett y André Lefevere, expone críticas y limitaciones. Zhang critica que el enfoque de Lefevere y Bassnett sobre teoría de manipulación cultural está basado en sus estudios de trabajos literarios y que, al igual que ellos, otros investigadores suelen elegir la traducción literaria como su objeto de estudio. Argumenta que concentrarse solo en esta área representa una limitación y reduce la posibilidad de que la teoría se aplique en otros contextos. También habla de la necesidad de ampliar el marco teórico, ya que el uso de la teoría de la manipulación también puede ser aplicado a la traducción de otros textos, como publicidades turísticas.
Anthony Pym, en su libro Method in Translation History (El método en la historia de la traducción), argumenta que el giro cultural de la traducción se concentra en un rango cerrado con textos y períodos muy específicos, sin atender una visión explicativa a gran escala, y que el llamado giro cultural asume, en lugar de elaborar, esta visión explicativa. Anthony Pym dice que Lefevere y Bassnett no se adentran en el tema, apuntan a una clase de causa detrás de la traducción, pero sin dar detalles sustanciales sobre la historia social.
Basil Hatim e Ian Mason, en The Translator as Communicator (El traductor como comunicador), abordan las limitaciones del giro cultural de la traducción. Ellos remarcan la necesidad de una comunicación efectiva a través de competencias culturales específicas. Para ellos, el giro cultural de la traducción ha enriquecido la traducción como acto comunicativo, pero carece de herramientas analíticas concretas que permitan un análisis del discurso y de la práctica traductora en contextos profesionales.